# Saeculo exeunte octavo
Saeculo exeunte octavo è la terza enciclica pubblicata da papa Pio XII il 13 giugno 1940.

## Contenuto
- Nell'ottavo centenario della fondazione del Portogallo e terzo della sua restaurazione
- Esaltazione commemorativa dell'opera missionaria portoghese nei territori d'oltremare
- Vocazioni e associazioni missionarie
- Necessità di santi annunciatori dell'evangelo
- Grandi missionari portoghesi.